# Erich Kleinschuster
Erich Kleinschuster ( Graz, 23 de enero de 1930 — 12 de septiembre de 2018) fue un trombonista y director de banda austríaco.

## Biografía
Kleinschuster aprendió a tocar el piano antes de empezar antes de volcarse en el trombón. Su primera gran actuación fue como miembro de la orquesta de baile de Fridl Althaler para Radio Graz. Como miembro de la Banda Joven Internacional, apareció en el Newport Jazz Festival de 1958 y trabajó con Johannes Fehring entre 1958 y 1965, además de tocar con el conjunto de Kenny Clarke y Francy Boland. En 1966, fundó su sexteto (inicialmente con Art Farmer, Fritz Pauer, Jimmy Woode y Erich Bachträgl, entre otros), pero también grabó con Joe Henderson, Carmell Jones, Clifford Jordan y Jimmy Heath.
Fundó el Jazzinstitut en el Conservatorio de Viena en 1969 y fue líder de la big band Österreichischer Rundfunk entre 1972 y 1981. Fue director de las entradas de la canción de Austria para el Festival de Eurovisión en 1972 y 1976. 
En la faceta del jazz, tocó en la década de los 70 con artistas de la talla de Stan Getz, Astrud Gilberto, George Gruntz, Peter Herbolzheimer, Gerry Mulligan o Toots Thielemans. Además, en  1972 fue miembro de la Banda de Jazz de Concert George Gruntz.
En 1981, se trasladó de vuelta a Graz y fue profesor lector a la Universidad de Música y Artes Escénicas Graz, desde el semestre de invierno de 1981 fue profesor extraordinario para improvisación, desde 1983 para trombón. En 1985 fue nombrado profesor titular. Como tal, se retiró en 30 de septiembre de 1998. Entre sus estudiantes se incluyen Wolfgang Muthspiel, Bertl Mütter y Andreas Mittermayer. A partir del 1998 organizó el Graz-Sommer Jazz".
Además de numerosas producciones de radio, televisión y CD/LP, las obras de Erich Kleinschuster también incluyen tres obras de jazz que compuso (Oberwarter Messe 1970, St. Gerolder Messe 1972, Neuberger Messe 1989) y Symphony for a Lady, Intensity, Rush and Love, Moecish Anecdotes (1980) y A Farewell to Orwell (1984).